# Emilio Arrieta

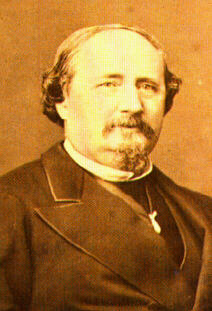
Emilio Arrieta

Emilio Arrieta (* 21. Oktober 1823 in Puente la Reina (Navarra); † 11. Februar 1894 in Madrid) war ein spanischer Komponist.

## Leben
Nach dem frühen Tod der Eltern hielt er sich zunächst bei einer älteren Schwester in Madrid auf und erhielt hier erste musikalische Unterweisungen. In den folgenden Jahren lebte er abwechselnd in Madrid und Mailand, wo er am dortigen Konservatorium bei Nicola Vaccai Komposition studierte. Er wandte sich zunächst der Opernkomposition zu, womit er sowohl in Spanien als auch in Italien einige Erfolge erzielen konnte. Im Jahre 1852 erlebte er in Madrid den außerordentlichen Erfolg der „großen“ Zarzuela Jugar con fuego des Komponisten Francisco Asenjo Barbieri und fasste den Entschluss, sich ebenfalls dieser Gattung zuzuwenden. Seine Karriere nahm nun einen sehr erfolgreichen Verlauf. Er wurde zunächst als Lehrer für Komposition an das Madrider Konservatorium berufen und übernahm im Jahre 1868 auch dessen Leitung. Die Liste der Schüler seiner Kompositionsklassen enthält viele bekannte Namen.
Arrieta war ein äußerst produktiver Komponist; insbesondere nachdem er sich der Zarzuela zugewandt hatte, schuf er jedes Jahr mehrere dieser Werke, von denen einige auch nach seinem Ableben noch zum festen Repertoire spanischer Bühnen gehören. Daneben – und neben den Opern aus seiner frühen Schaffenszeit – haben andere Kompositionen nur den Charakter von Gelegenheitswerken. Bei all dem ist deutlich der Einfluss seiner italienischen Ausbildung zu hören, wenngleich er auch Elemente der spanischen Volksmusik in seinen Bühnenwerken verarbeitete.

## Werke

### Opern
- 1846 Ildegonda
- 1850 La conquista di Granata, 3 Akte – Libretto: Temistocle Solera
- 1851 Pergolesi
- 1871 Marina, 3 Akte (Bearbeitung seiner Zarzuela von 1855) – Libretto: Francisco Camprodón und Miguel Ramos Carrión

### Zarzuelas
- 1853 El dominó Azul, 3 Akte – Libretto: Francisco Camprodón
- 1853 El grumete, 1 Akt – Libretto: Antonio García Gutiérrez
- 1853 La estrella de Madrid, 3 Akte – Libretto: Adelardo López de Ayala
- 1854 La cacería real
- 1855 Guerra a Muerte
- 1855 La dama del Rey
- 1855 Marina, 2 Akte – Libretto: Francisco Camprodón
- 1856 La hija de la Providencia
- 1856 El sonámbulo
- 1858 El planeta Venus, 3 Akte – Libretto: Ventura de la Vega
- 1858 Azón Visconti, 3 Akte – Libretto: Antonio García Gutiérrez
- 1860 Los circasianos, 3 Akte – Libretto: Luis Olona
- 1861 Llamada y tropa, 2 Akte – Libretto: Antonio García Gutiérrez
- 1862 La Tabernera de Londres
- 1863 La vuelta del corsario, 1 Akt – Libretto: Antonio García Gutiérrez (zweiter Teil von El grumete)
- 1866 El duende de Madrid
- 1866 El conjuro, 1 Akt – Libretto: Adelardo López de Ayala
- 1866 Un sarao y una soirée 2 Akte – Libretto: Miguel Ramos Carrión und Eduardo de Lustonó
- 1867 La suegra del diablo, 3 Akte – Libretto: Eusebio Blasco y Soler
- 1867 El figle enamorado, 1 Akt – Libretto: Miguel Ramos Carrión
- 1867 Los novios de Teruel, 2 Akte – Libretto: Eusebio Blasco y Soler
- 1869 De Madrid a Biarritz, 2 Akte – Libretto: Miguel Ramos Carrión und Carlos Coello
- 1870 El potosí submarino, 3 Akte – Libretto: Rafael García Santisteban
- 1873 Las manzanas de oro 3 Akte – Libretto: Eusebio Blasco y Soler und Emilio Álvarez
- 1873 San Franco de Sena, 3 Akte – Libretto: José Estremera
- 1879 La guerra santa, 3 Akte – Libretto: Luis Mariano de Larra after: Jules Verne
- 1880 Heliodora o El amor enamorado, 3 Akte – Libretto: Juan Eugenio Hartzenbusch
- 1885 El Guerrillero (zusammen mit Manuel Fernández Caballero und Ruperto Chapí y Lorente)

## Bibliographie
- VV.AA. Memorias Barbieri y Arrieta. Iberautor Promociones Culturales, S.L. Madrid, 1994.
- Ángel Sagardía Sagardía. Gaztambide y Arrieta. Fondo de Publicaciones del Gobierno de Navarra. Pamplona, 1983.
- María Encina Cortizo Rodríguez. Emilio Arrieta : de la ópera a la zarzuela. Instituto Complutense de Ciencias Musicales. Madrid, 2003.
- Emilio Cotarelo y Mori. Historia de la Zarzuela. Instituto Complutense de Ciencias Musicales. Madrid, 2003. Madrid, 2000.